# 相互主義
相互主義（そうごしゅぎ、英語: principle of reciprocity）とは、以下のような内容の考え方をいう。
1. 外交や通商などにおいて、相手国の自国に対する待遇と同様の待遇を相手国に対して付与しようとする考え方。互恵主義[1]、レシプロシティーとも[2]。
2. 外国人の権利に関して、その外国人の本国が自国民に同等の権利を与えることを条件とする考え方[3]
3. 保険用語として、保険事業の経営は相互組織の団体を保険者として行うことが望ましいとする考え方。

## 貿易における相互主義

### 貿易における相互主義の歴史
経済学者のカール・ポランニーは、共同体の贈与関係や相互扶助関係として互酬 (reciprocity) を分析し、共同体間の互酬は交易の形をとることがあると論じた。互酬にもとづく交易は当事者を相互に結びつける効果があるため、贈与交易の形をとることがある。太平洋のクラや、ナヴァホ族とズニ族（Zuni people）の間のゲスト・フレンドなどがこれにあたる。この場合の交易組織は儀礼的なものとなり、贈物の交換、使節の交換、首長の政治的行為などを含む。一方で国家間の管理貿易は、古代より必ず条約を必要とした。また、輸入の利害が双方にとって重要であるため、政府または政府に認められた方途によって組織された。管理貿易における取引交渉は、特に古代社会では手続きに含まれておらず、原則として等価物の遵守がなされた。

### 貿易政策における相互主義
政治経済学者のロバート・トレンズ (Robert Torrens) は、1833年に発表した Letters on Commercial Policy において、貿易政策の原則として互恵主義を論じた。トレンズは、デヴィッド・リカードの国際貿易論に依拠しつつ、一方的な自由貿易に対して互恵的な自由貿易を論じている。
1860年の英仏通商条約（コブデン条約）（Cobden–Chevalier Treaty）においては、自由貿易政策の互恵主義 (reciprocity) が採られた。

## 法学における相互主義
法学者で人権とは異なる「人類権的私権」を構想した梅謙次郎の1893年(明治26年)は、論考「外国人ノ権利」や「(講演)外国人ノ権利」(明治30年)において、欧米の法制を次の四つに分類した。
- 外国人は内国人より「権利少キ者」なりとの原則をとる賤外主義（英米法）
- 条約で外国がその内国人と同じく自国の人民の利を保護すべきことを規定するのでなければその外国の人民に自国人と同様の権利を賦与しない条約相互主義(フランス・ベルギー等)
- 外国の法律において自国の人民をその外国の人民と同様に取り扱うときは自国においてもその外国人民に内国人と同様の権利を認める法律相互主義(ドイツ、オーストリア、スイス等)
- 内外人同等主義(イタリア、ロシア、スペイン・ポルトガル等)

### 日本法における相互主義の規定
日本国国内法では、国家賠償法6条相互保証において、「賠償請求は日本人だけができるが、外国で日本人が外国政府に同様の請求ができる場合は、その国の外国人も国賠法上の請求ができる」とし、相互主義を明記している。ほか、民事訴訟法118条の外国判決の効力に関する条項においても、採用されている。
出入国管理及び難民認定法5条2項は「法務大臣は、本邦に上陸しようとする外国人が前項各号のいずれにも該当しない場合でも、その者の国籍又は市民権の属する国が同項各号以外の事由により日本人の上陸を拒否するときは、同一の事由により当該外国人の上陸を拒否することができる」と規定する。
通商関係においては、通商航海条約における内国民待遇、最恵国待遇において相互主義が採用される。租税法に関しては外国人等の国際運輸業に係る所得に対する相互主義による所得税等の非課税に関する法律がある。
また，著作権の保護期間についても相互主義が採られている。著作権の保護期間における相互主義を参照。

## 参政権における相互主義

### EU加盟国における相互主義
EU加盟国においては、マーストリヒト条約で「欧州連合の市民」（EU市民）の概念を導入し、その権利を相互に認めEU加盟国の国籍を持つ外国人に欧州議会と地方自治体における参政権(選挙権)を付与しなければならないことを定めており、EU市民としてのアイデンティティーの形成を目的とする。このため、各国は批准にあたり国内法を整備しており、ドイツとフランスでは憲法を改正して、EU加盟国の国籍者に限定して外国人参政権を与えられるようにした。イギリスにおいてはイギリス連邦加盟国に限定されている。ドイツにおけるトルコ人やバルト三国におけるロシア人など、EU市民とそれ以外の外国人の待遇の差として新たに問題化することがある。EUに先立ち1970年代から「北欧市民権」と呼ばれる形で相互に地方参政権を認めていた北欧諸国は、互恵国民とその他の外国人との待遇差が問題となり、互恵型から定住者一般に認める方向に移行した。

### 韓国における相互主義
2005年6月に盧武鉉政権下で「永住外国人に対する外国人地方参政権付与法案」を可決。外国人参政権を付与した。以来、在日韓国人および韓国政府が相互主義を主張し、日本政府に対して外国人の参政権付与を要請している。

## 土地所有権における相互主義

### 日本における規制
1925年（大正14年）に制定された外国人土地法では、日本人・日本法人による土地の権利の享有を制限している国に属する外国人・外国法人に対しては、日本における土地の権利の享有について、その外国人・外国法人が属する国が制限している内容と同様の制限を政令によってかけることができると定めている。敗戦後、日本国憲法下においてこの法律に基づく政令は制定されていない。